# Só Love
Só Love é o terceiro álbum de estúdio da dupla Claudinho & Buchecha, lançado em 1998 pela Universal Music. Esse disco vendeu mais de 1 milhão de cópias no Brasil,  recebendo uma premiação de platina duplo pela ABPD.
O disco já chegou nas lojas com 750 mil cópias disponíveis, vendendo mais de 1 milhão de cópias no geral. A canção “Só Love” foi a de maior sucesso do álbum e da carreira da banda, sendo a  9ª mais tocada nas rádios de 1999, enquanto “Xereta”, com sample de “Super Freak”, canção de Rick James a 36ª música mais tocada do ano, tendo um ótimo desempenho. “Enquanto eu Viver” teve desempenho mediano comparada às outras canções. 

## Faixas
1. "Só Love"
2. "Enquanto Eu Viver"
3. "Xereta"
4. "Nosso Romance"
5. "Carma Chinês"
6. "A Paixão"
7. "Beijo na Boca"
8. "Lilás"
9. "Luz de Primavera"
10. "Rascunho"
11. "Talvez Você"
12. "Faces do Olhar"
13. "Parem de Brigar"
14. "Minha Cor"

## Vendas e certificações
| País          | Certificação | Vendas   |
| ------------- | ------------ | -------- |
| Brasil - ABPD | 2× Platina   | 500,000+ |

## Prêmios e indicações
| Ano  | Prêmio                      | Categoria            | Resultado |
| ---- | --------------------------- | -------------------- | --------- |
| 1999 | MTV Video Music Brasil 1999 | Escolha da Audiência | Indicado  |